# Sequence for All Saints
Sequence for All Saints is een compositie van de Brit Kenneth Leighton

## Geschiedenis
Leighton beschouwde zichzelf niet als een diep gelovig man. Hij hing wel het anglicisme aan, maar ging zelden naar de kerk. Zijn muzikale carrière begon echter wel als koorknaap in de kerk. Deze kerk, de Wakefield Cathedral, was de plaats van de première van dit werk op 14 oktober 1978. De opdracht kwam het West Riding Cathedral Festival voor een uitvoering van de koren van Sheffield Cathedral, Bradford Cathedral en dat van Wakefield.

## Muziek
De bedoeling van het werk is dat het gespeeld wordt na de mis op Allerheiligen (All Saints) op 1 november van ieder jaar. De tekst is genomen uit een klaagzang uit The English Hymnal, iets waar Leighton vaker uit leende; hij was verzot op hymnen. Het werk bestaat uit vijf secties, die achter elkaar doorgespeeld worden:
1. Introïtus: Gaudeamus, Rejoice we all and praise the Lord
2. Graduale: O fear the Lord, all ye saints of his
3. Offertorium: O God, wonderful art thou in the holy places
4. Communio: The souls of the righteous are in the hand of God
5. Finale: Gaudeamus. Rejoice in the Lord, O ye righteous

Uit niets blijkt dat dit werk uit 1978 komt; het is tijdloze kerkmuziek.

## Orkestratie
- sopranen, alten, tenoren en baritons;
- kerkorgel

## Discografie
- Uitgave Hyperion Wells Cathedral Choir o.l.v. Matthew Owens.

## Bron
- de compact disc